# 平定回疆𠞰捦逆裔功臣
平定回疆捦逆裔功臣，是指道光年間因平定回疆而圖形紫光閣的四十四位功臣。

## 經過緣由
- 道光八年二月二十二日（1828年4月6日），清宣宗諭令將平定回疆功臣照從前成例繪像紫光閣，並指定長齡、楊芳、楊遇春、武隆阿列入。[1]。
- 道光八年四月十三日（1828年5月26日），因名單所開人數過多，諭令除長齡、楊芳、楊遇春、武隆阿及伊薩克應行列入外，擇戰功最多、勞績最著者，無論有無勇號及官階之大小，始得列入，不得過四十人之數。統計不得過四十人之數，回子中伊薩克之外，有實在出力者、亦應列入。容照、桂輪、恩緒、奕山、慶安五人著毋庸列入[2]
- 道光八年五月十三日（1828年6月24日），諭將烏嚕木齊提督達淩阿列入。[3]
- 道光八年五月十八日（1828年6月29日），諭將楊遇春即繪小照一分呈覽，以便繪圖。[4]
- 道光八年五月十九日（1828年6月30日），繪揚威將軍大學士威勇公長齡等四十四人像於紫光閣，御製序[5]。

道光八年五月丁巳，命繪平定回疆勦捦逆裔功臣。揚威將軍大學士威勇公長齡、參贊大臣固原提督烏能伊巴圖魯果勇侯楊芳、參贊大臣陝甘總督莽阿巴圖魯一等男楊遇春、喀什噶爾參贊大臣阿勒精阿巴圖魯武隆阿、都統西朗阿巴圖魯威勇侯哈哴阿、護軍統領喀屯巴圖魯阿勒罕保、提督銜署固原提督莽阿巴圖魯胡超、貴州提督法福哩巴圖魯余步雲、庫爾喀喇烏蘇領隊大臣副都統巴哈布、副都統奇成額巴圖魯蘇清阿、阿克蘇辦事大臣副都統長清、塔爾巴哈台參贊大臣達淩阿、多羅郡王博多歡武巴圖魯伊薩克、察哈爾都統格綳額巴圖魯安福、頭等侍衛法式尚阿巴圖魯巴清德、直隸提督強謙巴圖魯齊慎、吉林副都統薩奇克起巴圖魯吉勒通阿、安徽壽春鎮總兵官伊清阿巴圖魯郭繼昌、喀什噶爾幫辦大臣副都統銜果勒明阿巴圖魯額爾古倫、陝西西固營都司即補參將阿察本巴圖魯段永福、頭等侍衛塔爾巴哈台領隊大臣德勒格爾桑、頭等侍衛額圖琿巴圖魯華山泰、寧夏副都統沙噶巴圖魯伊勒東阿、吉林協領剛安巴圖魯壽晶、黑龍江協領喀勒崇依巴圖魯鄂爾托彥、黑龍江協領阿勒金圖巴圖魯全浚阿、黑龍江總管副都統銜舒淩阿、伊犁察哈爾總管扎布都勒噶巴圖魯烏齊拉爾、三等侍衛綽克托克圖魯得勝額、吉林佐領博啟巴圖魯烏淩額、吉林佐領蘇彰阿巴圖魯德成額、黑龍江佐領蘇爾巴圖魯占布、黑龍江佐領扎薩克圖巴圖魯阿勒吉訥、伊犁錫伯佐領齊朗阿巴圖魯德克精阿、伊犁索倫副總管達哈遜巴圖魯哈丹保、伊犁錫伯馬甲防禦銜驍騎校法福哩巴圖魯訥松阿、伊犁錫伯馬甲防禦銜驍騎校西喇琫阿巴圖魯舒興阿、陝西馬兵升甘肅寧遠堡守備西吉爾琿巴圖魯楊發、陝西馬兵升撫標左營守備騰奇楚克巴圖魯田大武、欽差大臣直隸總督那彥成、四十人像於紫光閣。

御製序曰。兵凶戰危。古人垂戒深矣。然兵可百年不用。豈可一日無備。歷觀史冊。凡開創之初。無不兵強將勇。中葉以後享承平而尚安逸。率以偃武為辭。不加練習。設遇不逞之徒。將何以禦之。漸形衰弱。職此之由也。夫偃武。非棄武也。不可無故興戎。貪功搆釁。又其可不訓練於平時。以待不得已之用也。我大清龍興東土。統壹寰區。祖宗之神謨大烈。無遠弗屆。伊古以來。幅員未有如今日之廣大。疆域愈廣。保守愈難。予小子仰承皇考付託之重。兢兢業業。勉紹鴻圖。於今八載。深恐弗逮。幸天下乂安。海內無事。乃和卓木逆裔張格爾者、包藏禍心。殆非一日。突逞狼貪。攘竊我皇祖所開之邊域。戕害我官兵。此國法所難容。人心所共憤者也。事已至此。豈容置之而弗顧。實應兵非佳兵也。于是特簡元戎。遄徵勁旅。雖萬里而遙。諸端匪易。朕志先定。默叩天祖。勉竭寸忱。非敢邀功拓土。祇以失守舊疆是懼。且醜虜無厭。得隴望蜀。其事尚可言乎。幸賴上天鑒佑。祖考神威。三戰三捷。四城斷下。附逆眾回。雖云喪膽。特首逆未捦。厥功未竟也。豈料逆惡貫盈。天奪其魄。遽爾故智復萌。仍思煽誘。揚威將軍長齡、參贊大臣楊芳、急率精兵。不舍晝夜。莫不抒忠勇。奮雄威。卒追捦之。獻俘告捷。威震邊荒。在朕曷敢以功自居。而將軍將士。不避艱險。成此大功。于以見我朝人材輩出。其可泯不傳乎。回疆大兵之餘。撫綏尤要。朕命那彥成前往籌辦善後事宜。剔除積弊。整飭官方。規畫周詳。厥功甚偉。較之埽穴捦渠戰績。未可遽分軒輊。允宜列其名於諸臣之左。與長齡後先輝映。而斯事之成始成終。亦可昭示來許。爰命圖四十功臣像於紫光閣。親為製贊。所以彰偉績而表殊動。一遵成憲。敬誌保大定功。守成不易。兵非不得已而不用之意也。

 — 《宣宗成皇帝實錄》
道光八年五月丁巳，命繪軍機大臣大學士曹振鏞、史部尚書文孚、戶部尚書王鼎、兵部尚書玉麟像於紫光閣。

御製序曰。朕寅承大寶。日理萬幾。孜孜焉。惴惴焉。嘗恐用人行政。或致闕失。每遇事必虛懷延納。不敢自作聰明。而軍機大臣曹振鏞等。皆能感戴皇考之遺澤。暨朕之信用。是以知無不言。一心一德。即如前歲西陲用兵。諸臣夙夜在公。襄贊機謀。承書諭旨。無不盡心盡力。與朕同一憂勤。而大學士曹振鏞、自簡授軍機大臣以來。公正慎勤。班聯領袖。尤能殫心據實。鉅細無遺。茲大功告蕆。特欲循照舊章。繪入功臣像。而朕之不自大其事。不自尚其功。亦可昭示來許。奈曹振鏞等善則稱君。真誠遜讓。朕亦難于強勉。在朕心終未愜也。試思漢高祖之大度。唐太宗之英明。運籌決勝。亦必須蕭曹房杜。輔助而成也。矧戎為國之大事。朕臨御以來。興戎首舉。嘉予內外文武諸臣。各殫心力。迅奏膚功。不然。則成功未能如此其速。籌畫未能如此其善也。朕思之再三。大學士曹振鏞。吏部尚書文孚、戶部尚書王鼎、兵部尚書玉麟、允宜別繪一圖。親為製贊。以遂諸臣不敢列入功臣之心。而又能彰明帷幄之輔弼得人。不亦善乎。至大學士蔣攸銛、已授外任。工部尚書穆彰阿、軍興之時尚未入直。均可毋庸繪入。是為序。
 — 《宣宗成皇帝實錄》

## 功臣列表[6]
1. 揚威將軍大學士威勇公長齡
2. 參贊大臣固原提督烏能伊巴圖魯果勇侯楊芳
3. 參贊大臣陝甘總督莽阿巴圖魯一等男楊遇春
4. 喀什噶爾參贊大臣阿勒精阿巴圖魯武隆阿
5. 都統西朗阿巴圖魯威勇侯哈哴阿
6. 護軍統領喀屯巴圖魯阿勒罕保
7. 提督銜署固原提督莽阿巴圖魯胡超
8. 貴州提督法福哩巴圖魯余步雲
9. 庫爾喀喇烏蘇領隊大臣副都統巴哈布
10. 副都統奇成額巴圖魯蘇清阿
11. 阿克蘇辦事大臣副都統長清
12. 塔爾巴哈台參贊大臣達淩阿
13. 多羅郡王博多歡武巴圖魯伊薩克
14. 察哈爾都統格綳額巴圖魯安福
15. 頭等侍衛法式尚阿巴圖魯巴清德
16. 直隸提督強謙巴圖魯齊慎
17. 吉林副都統薩奇克起巴圖魯吉勒通阿
18. 安徽壽春鎮總兵官伊清阿巴圖魯郭繼昌
19. 喀什噶爾幫辦大臣副都統銜果勒明阿巴圖魯額爾古倫
20. 陝西西固營都司即補參將阿察本巴圖魯段永福
21. 頭等侍衛塔爾巴哈台領隊大臣德勒格爾桑
22. 頭等侍衛額圖琿巴圖魯華山泰
23. 寧夏副都統沙噶巴圖魯伊勒東阿
24. 吉林協領剛安巴圖魯壽昌
25. 黑龍江協領喀勒崇依巴圖魯鄂爾托彥
26. 黑龍江協領阿勒金圖巴圖魯全浚阿
27. 黑龍江總管副都統銜舒淩阿
28. 伊犁察哈爾總管扎布都勒噶巴圖魯烏齊拉爾
29. 三等侍衛綽克托巴圖魯得勝額
30. 吉林佐領博啟巴圖魯烏淩額
31. 吉林佐領蘇彰阿巴圖魯德成額
32. 黑龍江佐領蘇爾巴圖魯占布
33. 黑龍江佐領扎薩克圖巴圖魯阿勒吉訥
34. 伊犁錫伯佐領齊朗阿巴圖魯德克精阿
35. 伊犁索倫副總管達哈遜巴圖魯哈丹保
36. 伊犁錫伯馬甲防禦銜驍騎校法福哩巴圖魯訥松阿
37. 伊犁錫伯馬甲防禦銜驍騎校西喇琫阿巴圖魯舒興阿
38. 陝西馬兵升甘肅寧遠堡守備西吉爾琿巴圖魯楊發
39. 陝西馬兵升撫標左營守備騰奇楚克巴圖魯田大武
40. 欽差大臣直隸總督那彥成
41. 軍機大臣大學士曹振鏞
42. 史部尚書文孚
43. 戶部尚書王鼎
44. 兵部尚書玉麟